# Tournoi d'ouverture du championnat du Paraguay de football 2023
Navigation
Tournoi précédent Tournoi suivant
Le tournoi de d'ouverture de la saison 2023 du Championnat du Paraguay de football est le premier tournoi semestriel de la cent-vingt-huitième saison du championnat de première division au Paraguay. La saison est scindée en deux tournois saisonniers qui délivrent chacun un titre de champion. Les douze clubs participants sont réunis au sein d'une poule unique où ils affrontent leurs adversaires deux fois. À l’issue de la saison, un classement cumulé des trois dernières années permet de déterminer les deux clubs relégués en deuxième division.

## Qualifications continentales
Le vainqueur du tournoi d'ouverture est qualifié pour la Copa Libertadores 2024 avec le vainqueur du tournoi de clôture, deux autres places sont attribuées aux deux clubs les mieux classés dans le classement cumulé pour la phase de qualification. Les trois meilleurs clubs ne pouvant se qualifier pour la Copa Libertadores joueront la Copa Sudamericana 2024 et seront accompagnés par le vainqueur de la Coupe du Paraguay 2023.

## Les clubs participants
- Club Olimpia
- Cerro Porteño
- Club Libertad
- Club Guaraní
- Club Sportivo Luqueño - promu de D2
- Club Sportivo Trinidense - promu de D2
- Club Nacional
- Guaireña Fútbol Club
- Club Sportivo Ameliano
- Club General Caballero
- Resistencia Sport Club
- Tacuary FC

## Compétition
Le barème utilisé pour établir le classement est le suivant :
- Victoire : 3 points
- Match nul : 1 point
- Défaite : 0 point

### Classement
| Rang | Équipe                     | Pts | J  | G  | N | P  | Bp | Bc | Diff |
| ---- | -------------------------- | --- | -- | -- | - | -- | -- | -- | ---- |
| 1    | Club Libertad              | 51  | 22 | 16 | 3 | 3  | 39 | 15 | +24  |
| 2    | Cerro Porteño              | 41  | 22 | 11 | 8 | 3  | 40 | 29 | +11  |
| 3    | Club Sportivo Trinidense P | 38  | 22 | 11 | 5 | 6  | 34 | 21 | +13  |
| 4    | Club Guaraní               | 33  | 22 | 8  | 9 | 5  | 29 | 24 | +5   |
| 5    | Club Nacional              | 33  | 22 | 9  | 6 | 7  | 23 | 21 | +2   |
| 6    | Club Olimpia T             | 31  | 22 | 8  | 7 | 7  | 32 | 26 | +6   |
| 7    | Club Sportivo Ameliano     | 30  | 22 | 7  | 9 | 6  | 27 | 28 | -1   |
| 8    | Club Sportivo Luqueño P    | 27  | 22 | 6  | 9 | 7  | 27 | 28 | -1   |
| 9    | Club General Caballero     | 24  | 22 | 6  | 6 | 10 | 21 | 28 | -7   |
| 10   | Guaireña Fútbol Club       | 17  | 22 | 3  | 8 | 11 | 15 | 31 | -16  |
| 11   | Resistencia Sport Club     | 17  | 22 | 4  | 5 | 13 | 14 | 35 | -21  |
| 12   | Tacuary FC                 | 15  | 22 | 4  | 3 | 15 | 16 | 31 | -15  |

|  | Qualification pour la Copa Libertadores 2024.        |
|  | T : Tenant du titre P : Promu de División Intermedia |